# Charles William Jefferys

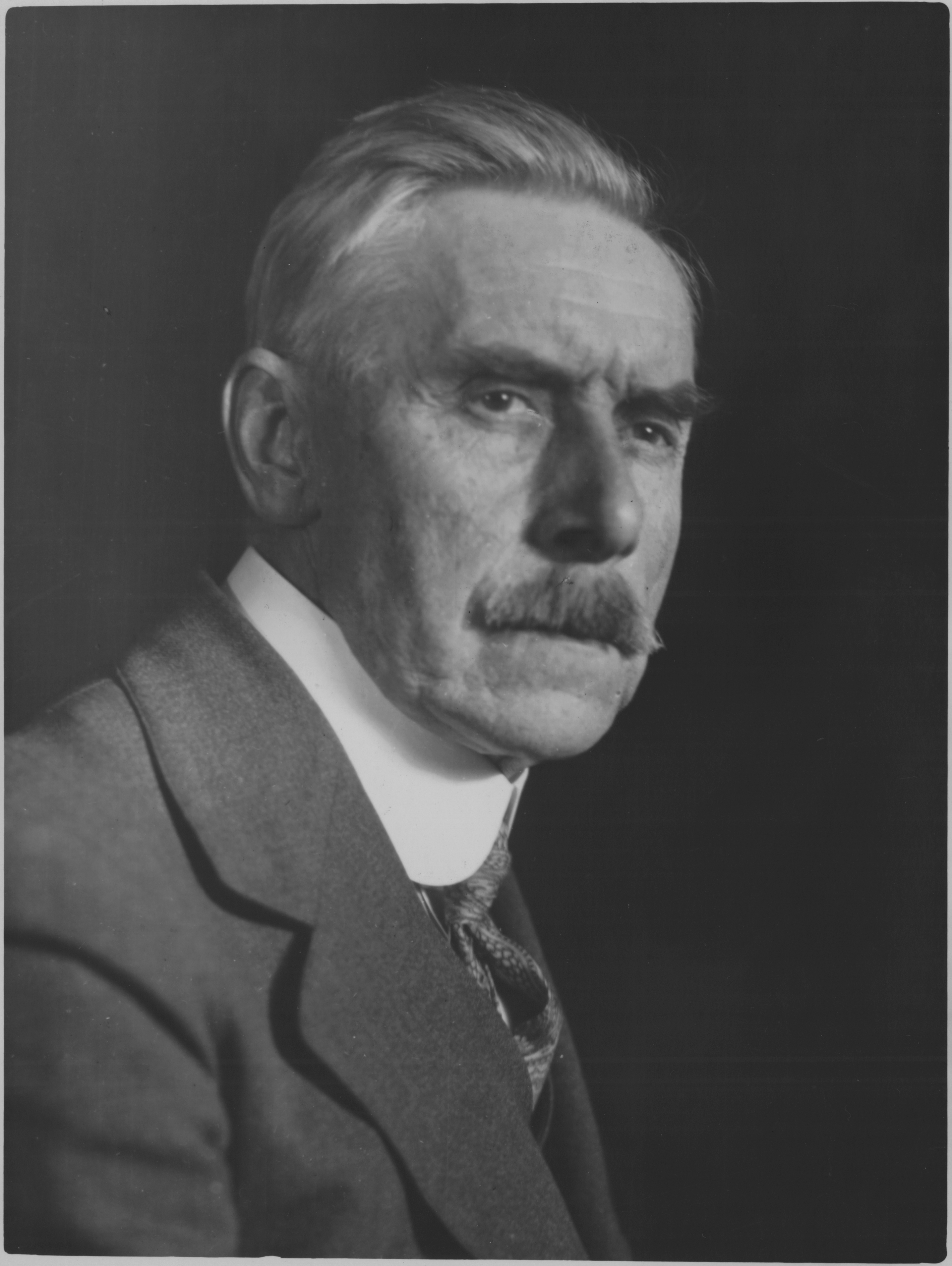
Charles William Jefferys

Charles William Jefferys (Rochester, 25 de agosto de 1869-Toronto, 8 de octubre de 1951) fue un pintor, ilustrador, escritor, y docente canadiense, conocido especialmente por sus representaciones históricas.
Nacido en Rochester, en el Reino Unido, Jefferys se traslada con su familia a Filadelfia, en Pensilvania, y posteriormente se instala en Hamilton, en Ontario, y hacia 1880 pasa a Toronto.
Después de completar sus estudios, se coloca como aprendiz en la Toronto Lithography Company entre 1885 y 1890, y luego trabaja como ilustrador en el Toronto Globe entre 1889 y 1892. De 1893 a 1901, trabaja en el New York Herald.
De regreso a Toronto, se dedica a ilustrar libros y revistas. Con Ivor Lewis y junto a otros artistas, funda el Graphic Arts Club, más tarde llamado Canadian Society of Graphic Art, que en los años 1940 se transforma en el principal grupo de artistas del país. Entre 1912 y 1939  enseña pintura y dibujo en la Facultad de Arquitectura de la Universidad de Toronto.
Durante la Primera Guerra Mundial, Jefferys es contratado para pintar el entrenamiento de los soldados en Camp Petawawa y en Camp Niagara.
Una escuela pública en Toronto, el C. W. Jefferys Collegiate Institute, es así llamado en su honor.

## Galería de ilustraciones, por C.W. Jefferys

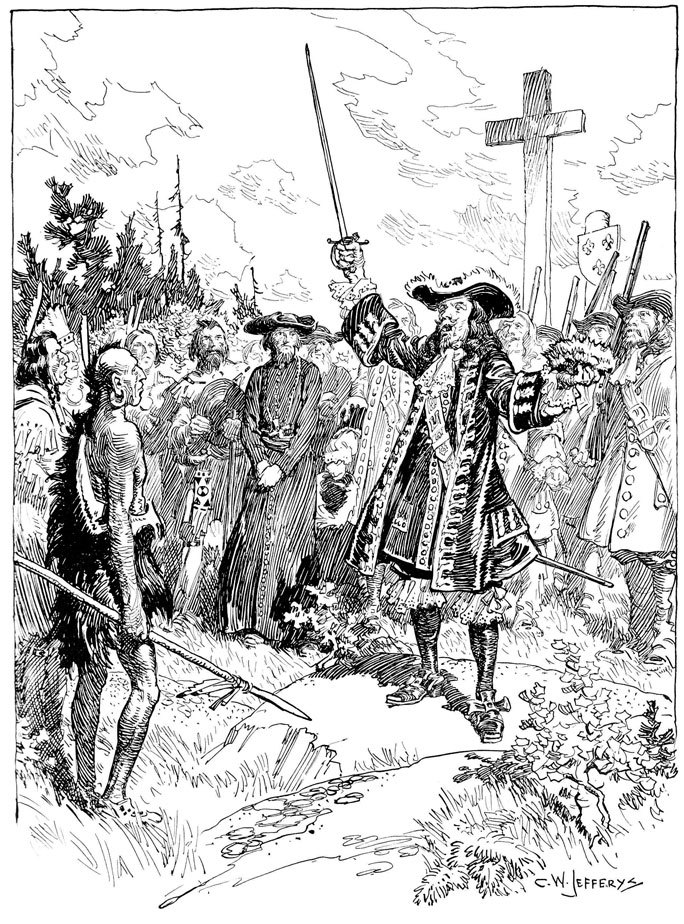
Simon François Daumont de Saint-Lusson tomando posesión de la región de los Grandes Lagos, en nombre de Luis XIV, Sault Ste. Marie, 14 de junio de 1671. Dibujo de 1895.
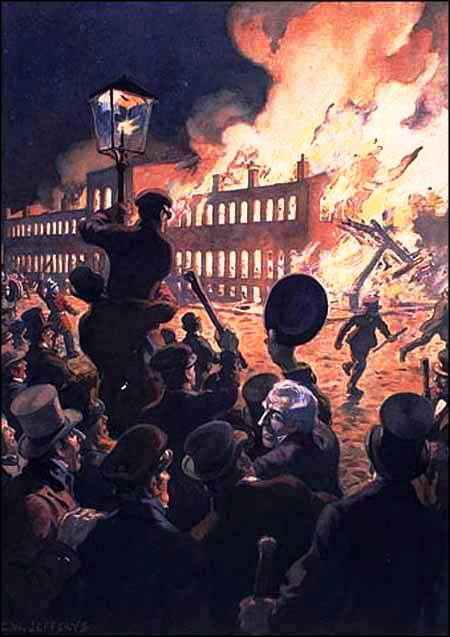
Incendio del Hôtel du Parlement, 1849 (Montreal, Quebec).
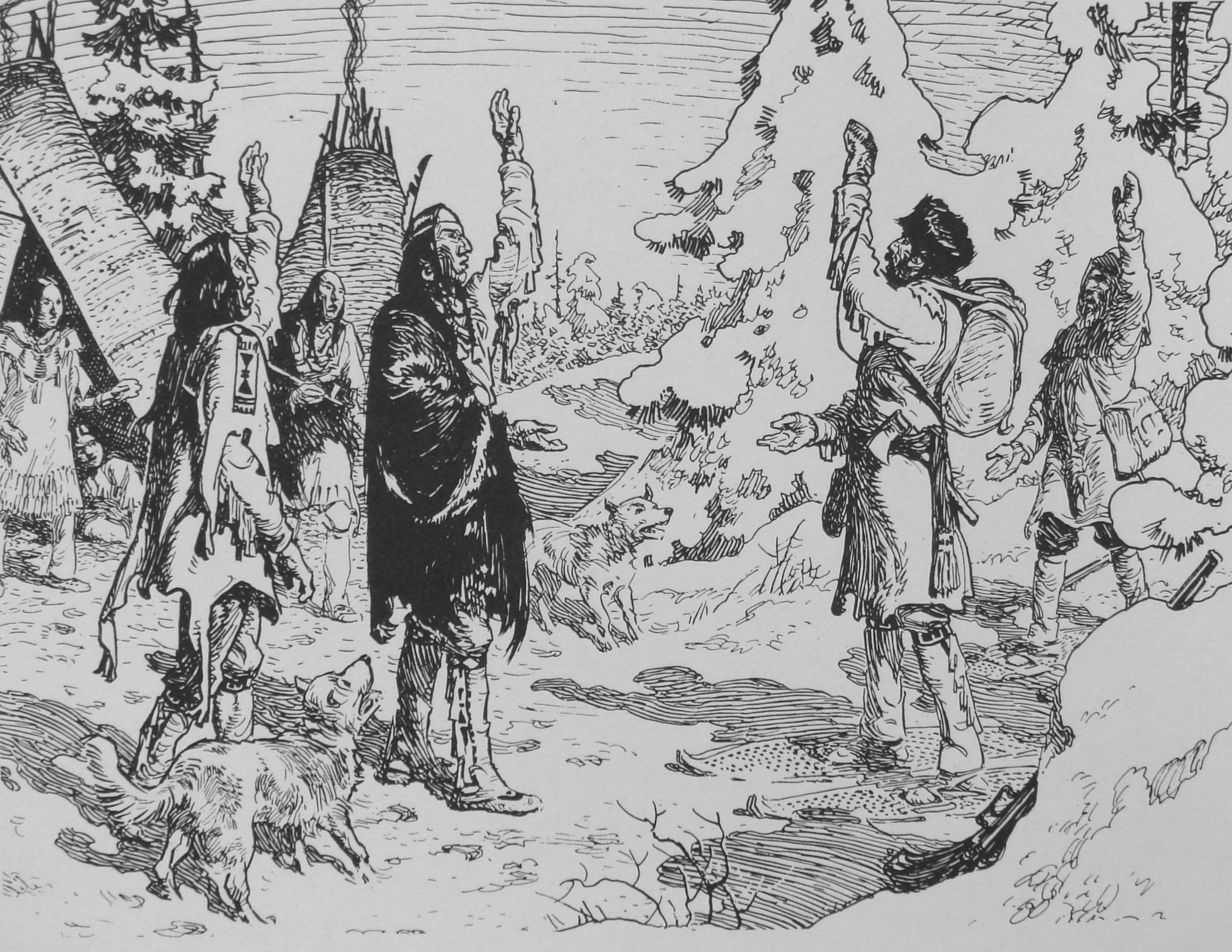
Llegada de Pierre-Esprit Radisson en un campo amerindio en 1660.
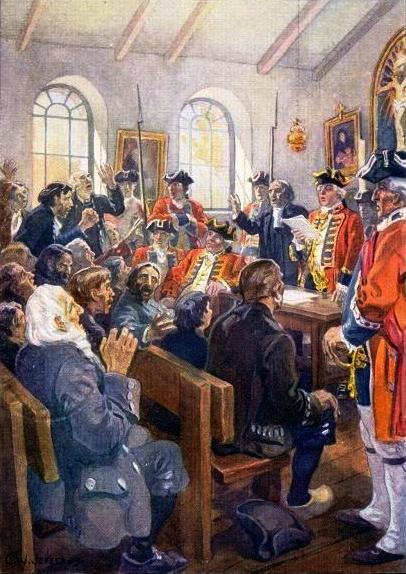
Lectura de la orden de deportación de Acadianos, 28 de julio de 1755, en la Iglesia de Grand-Pré.
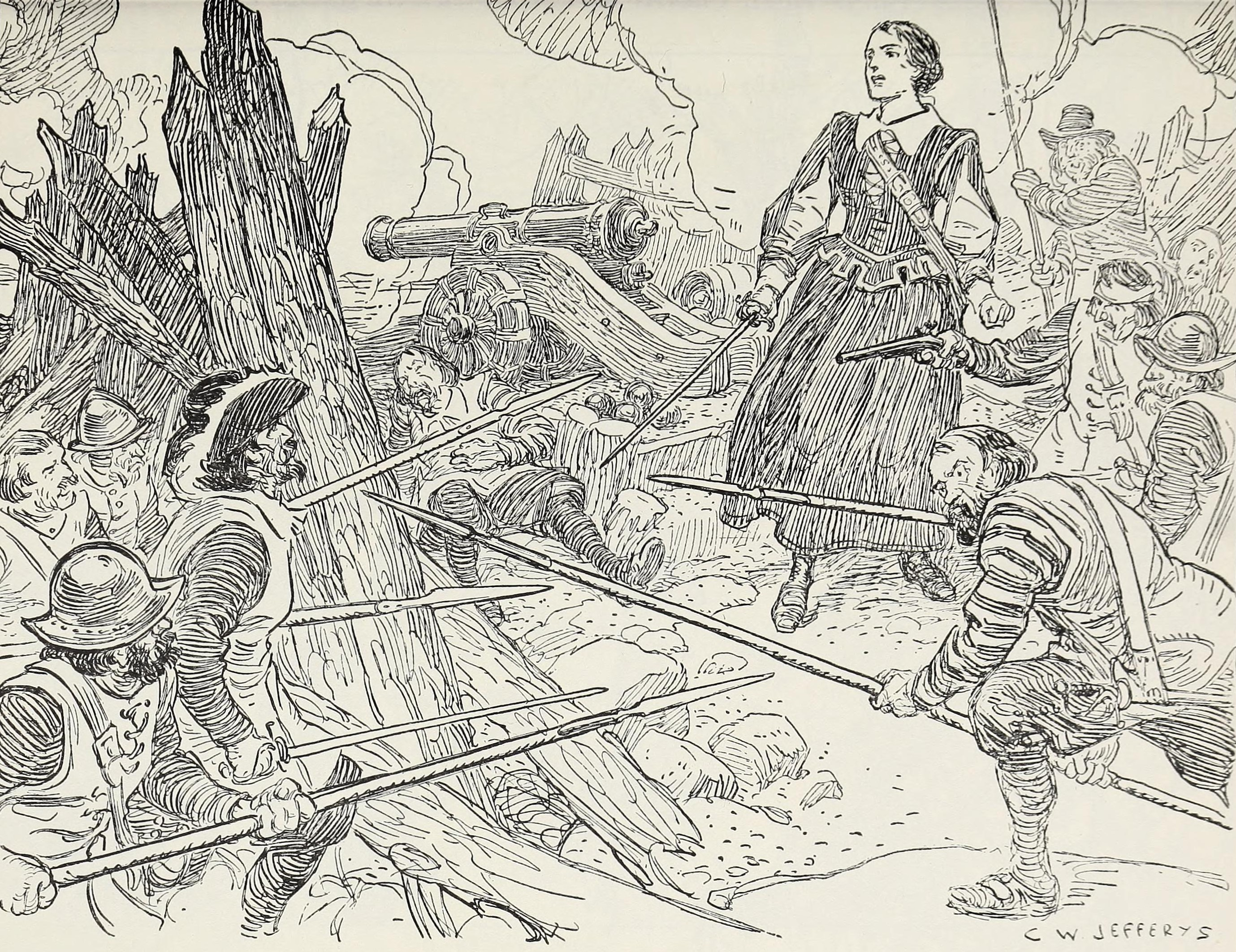
Françoise-Marie Jacquelin, Madame de la Tour, defendiendo el Fort La Tour, en Saint-Jean (Nuevo-Brunswick), en contra de Charles de Menou d'Aulnay.
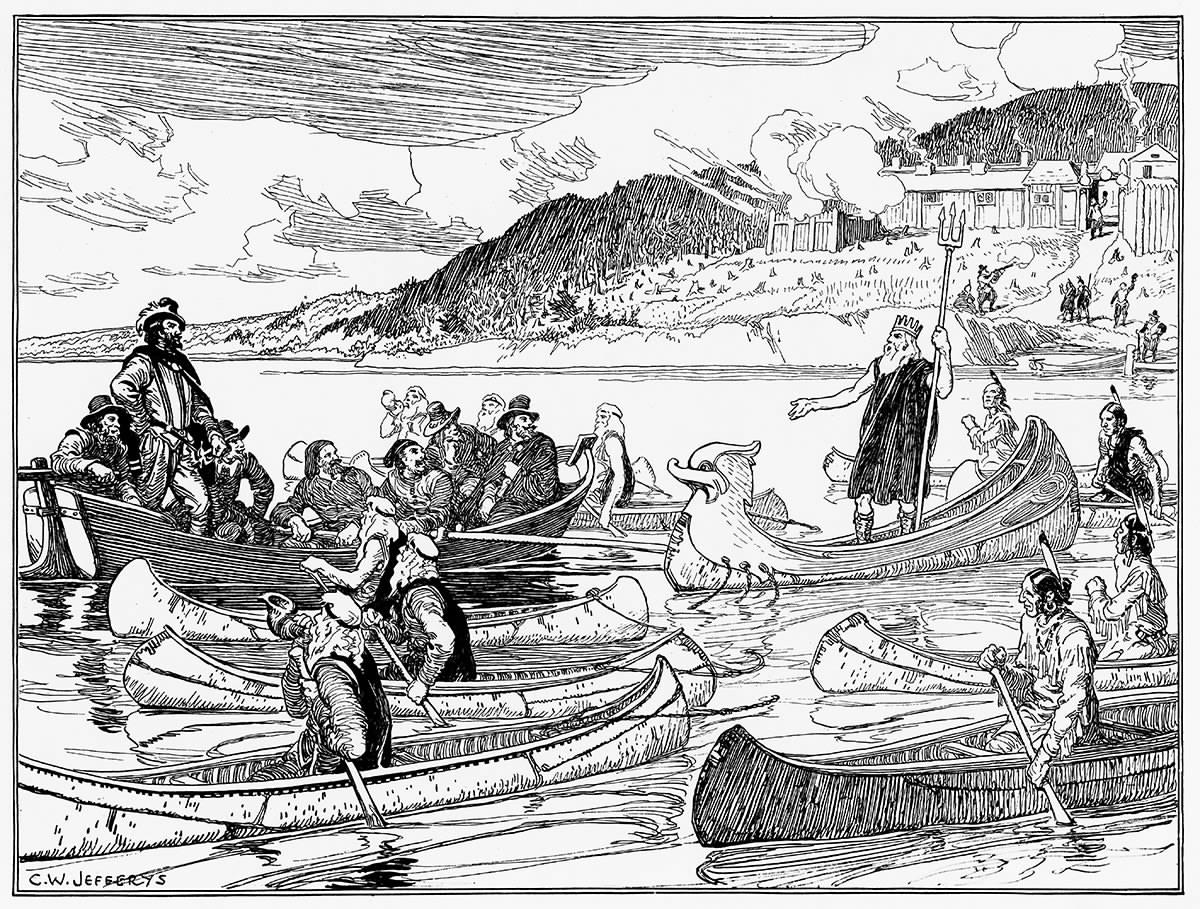
Presentación del Théâtre de Neptune en la cuenca de Annapolis, frente a la Habitación de Port-Royal.
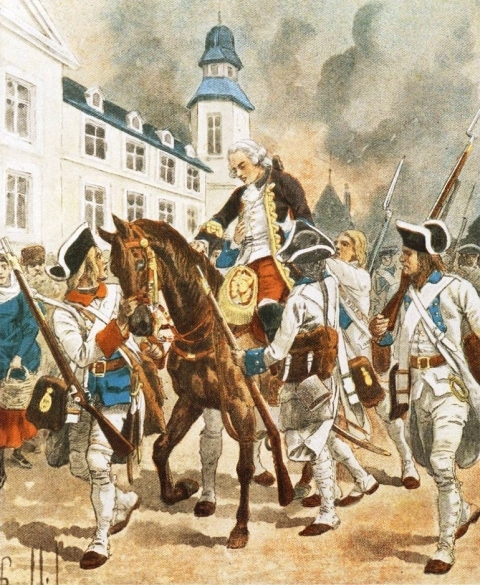
Louis-Joseph de Montcalm, Lugarteniente-General de las Armadas, Nouvelle-France, mortalmente herido en la Batalla de las Llanuras de Abraham (13 de septiembre de 1759).
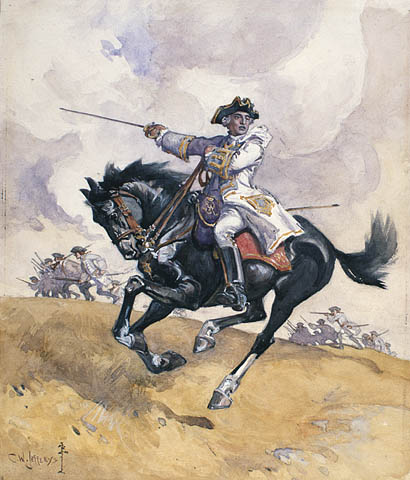
Montcalm a la cabeza de sus tropas, en las Planicies de Abraham.
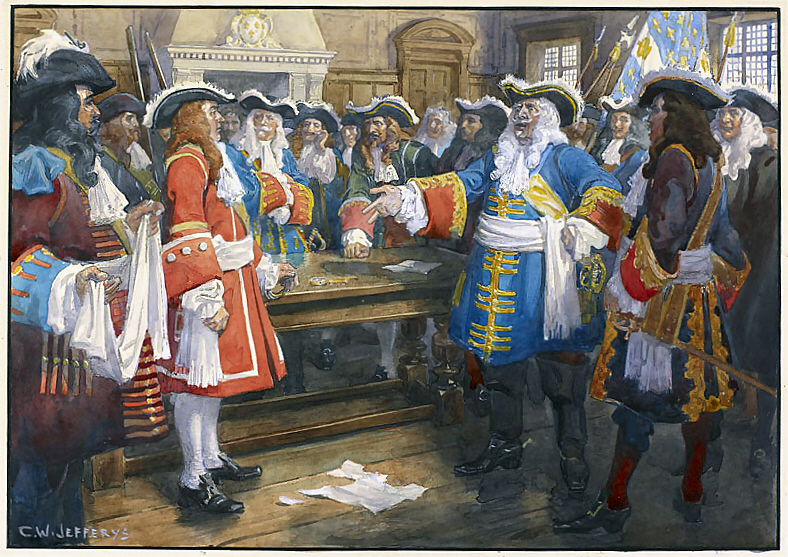
El gobernador Frontenac respondiendo al ultimátum de William Phips, en la Batalla de Quebec (1690); frase célebre: « La seule réponse que je ferai à votre général viendra de la bouche de mes canons et du feu de mes mousquets ».
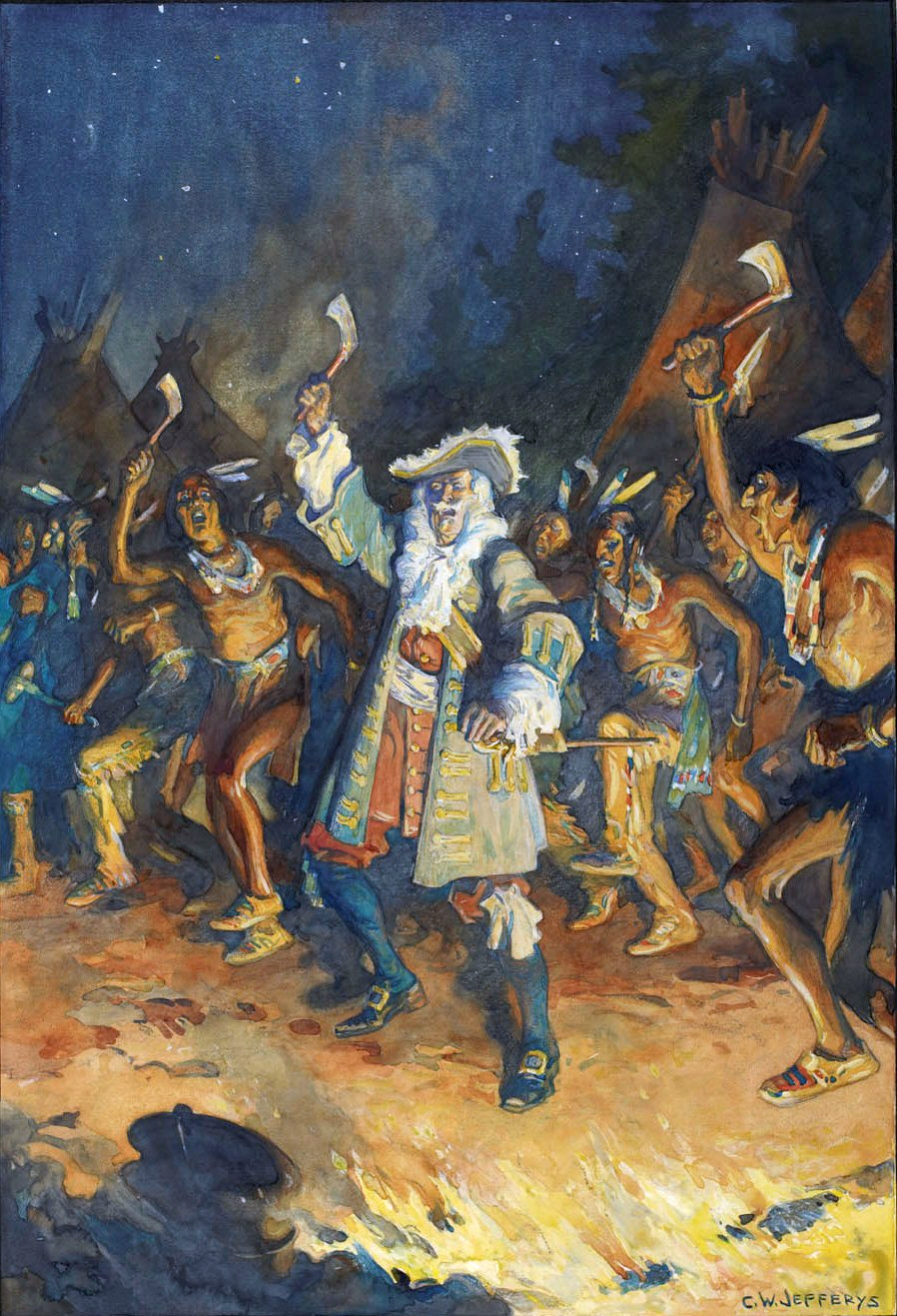
Frontenac con los amerindios.
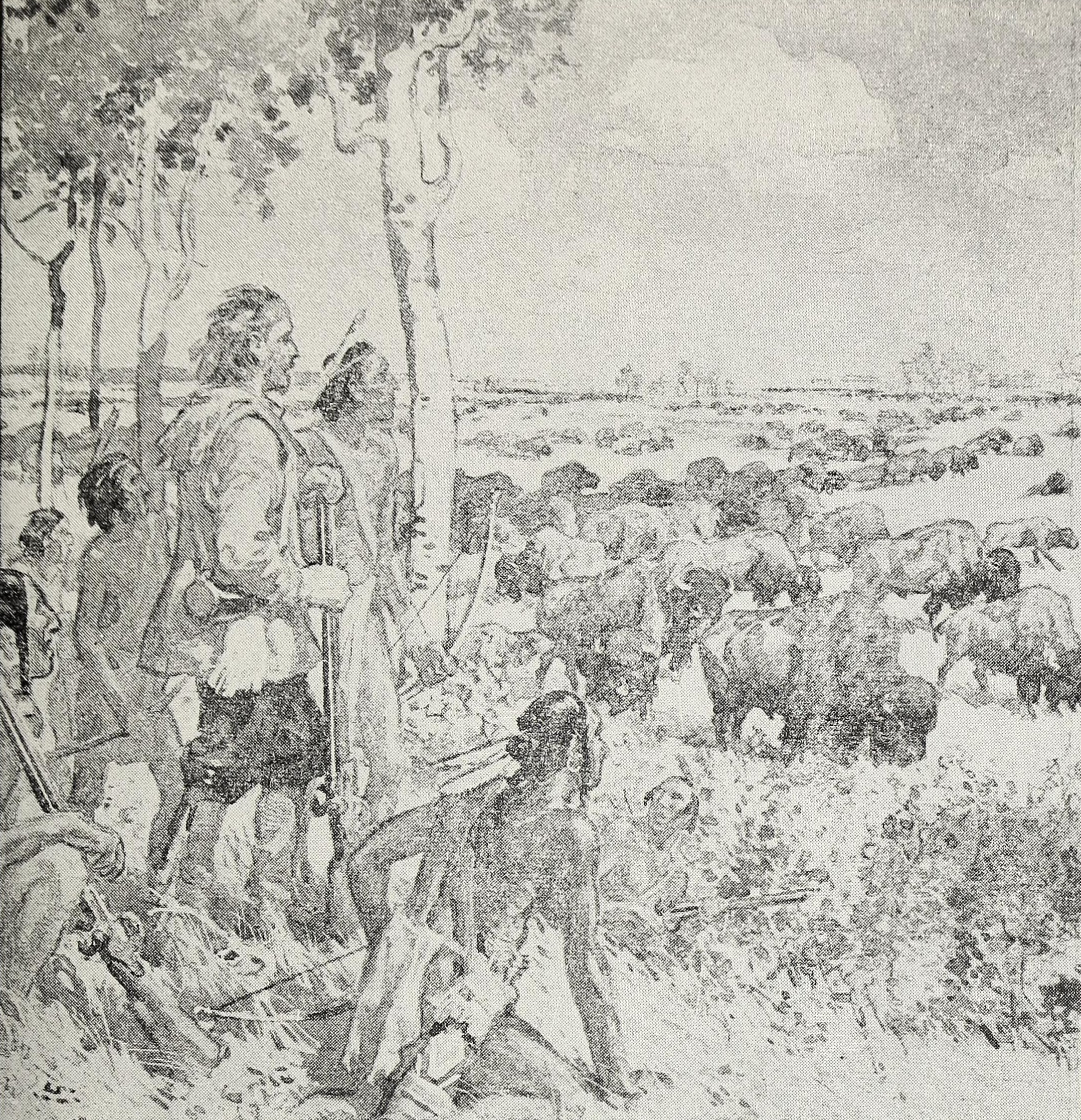
Henry Kelsey en compañía de amerindios, observa a los bisontes en las planicies.